# Prins(es) der Nederlanden
Prins of Prinses der Nederlanden is een titel die wordt gedragen door leden van het Koninklijk Huis van het Koninkrijk der Nederlanden. 
De titel werd en wordt wel toegekend aan kinderen van de koning(in), echtgenoten van de koning(in), echtgenoten van de kroonprins(es) en kinderen van de kroonprins(es). Deze familieleden moeten in de regel ook lid van het Koninklijk Huis zijn. Uitzonderingen vormen echter diegenen die, volgens de Wet lidmaatschap Koninklijk Huis, de titels hebben verkregen bij de koninklijke besluiten van 1937 en 1967.
Huidige dragers van deze titel zijn:
- Prinses Beatrix
- Koningin Máxima
- Prinses Amalia
- Prinses Alexia
- Prinses Ariane
- Prins Constantijn
- Prinses Margriet
- Prinses Irene

Alhoewel aan hem toegekend, voert koning Willem-Alexander deze titel op het ogenblik niet, aangezien hij een hogere titel heeft: Koning der Nederlanden. Wanneer hij bij leven ophoudt Koning der Nederlanden te zijn, zal hij de titel "Prins der Nederlanden" opnieuw gaan gebruiken.
De huwelijkspartner van de vermoedelijke troonopvolger krijgt de titel bij koninklijk besluit. Zo verkreeg prinses Máxima na haar huwelijk de titel 'Prinses der Nederlanden'. Bij zijn huwelijk met prinses Beatrix verkreeg prins Claus ook de titel 'Prins der Nederlanden'.
Andere aangetrouwde leden van de koninklijke familie krijgen de titel niet. Het gebruik is dat de echtgenotes van mannelijke leden van het Koninklijk Huis wel als titre de courtoisie de titel van hun echtgenoot voeren. Zo verkreeg Laurentien Brinkhorst geen titel na haar huwelijk met prins Constantijn, maar zij mag wel de titel 'Prinses der Nederlanden' voeren.
Er zijn juristen die menen dat volgens het huidige Burgerlijk Wetboek (artikel 9, Boek 1) Pieter van Vollenhoven zich ook prins zou mogen laten noemen (op dezelfde wijze als prinses Laurentien), aangezien zowel mannen als vrouwen de geslachtsnaam (en volgens hen ook titels) van hun echtgenoot of echtgenote mogen voeren.
Prins Friso verloor de titel 'Prins der Nederlanden' door de regering geen toestemming te vragen voor zijn huwelijk met Mabel Wisse Smit.

## De Prins der Nederlanden
De titel van 'Z.K.H. de Prins der Nederlanden' werd op persoonlijke titel ook verleend aan de prins-gemaal van een regerend Koningin der Nederlanden. Prins Bernhard van Lippe-Biesterfeld gebruikte deze titel tijdens de regeringsjaren van zijn gemalin koningin Juliana. Toen Juliana in 1980 opgevolgd werd door haar dochter Beatrix, werd de titel ook verleend aan haar echtgenoot prins Claus. Deze zag uit respect voor zijn schoonvader af van het dagelijks gebruik van de titel, die daarmee sinds 1980 niet meer gebruikt wordt.